# Петрикивско сликарство
Петрикивско сликарство (укр. Петриківський розпис) је традиционална украјинска декоративна уметност настала у 18. веку. Најраните познати примери овога стила датирају још из 17. века. Данас се овај стил и даље развија као модерна уметничка форма. Настало је у украјинском селу Петрикивка (Дњепропетровска област), чији становници украшавају своје куће, намештај, музичке инструменте и друге предмете сликама које карактеришу апстрактни цветни мотиви и други елементи из природе, осмишљени на основу пажљивог посматрања локалне флоре и фауне. Сматра се једном од најзначајнијих јединствених појава у украјинском сликарству.
Године 2012. Министарство културе Украјине признало је петрикивското сликарство како део нематеријалног културног наслеђа Украјине, а од 2013. године налази се на  Унескову листу нематеријалног културног наслеђа човечанства. Петрикивско сликарство постало је и бренд украјинске популарне културе, а „Петрикивка” заштићена трговачка марка.

## Историја
Иако петрикивско сликарство датира из 18. века, оно има древне паганске корене. Пре доласка хришћанства становници ових области веровали су да у цветним украсима лежи магична моћ да заштите људе од злих сила и несреће, па су овакве слике служиле као заштита и често су сликане на оружју и кућама Запорошких козака.
Историја овог стила почела је у 18. веку када су први досељеници стигли у мало село петрикивка у Дњепропетровској области. Међу становницима је настао обичај да жене осликавају зидове кића шареним цветним мотивима. Сликали су посебним четкицама направљеним од мачје длаке, или једноставно прстима. Ови Мурали у почетку су рађени природним бојама добијеним из биљака. На пример, пигмент црвене боје правио се од сока од вишње, а плаве од висибабе. У 19. веку природне боје  замениле су водене и уљане. Жене су за своје слике почеле да праве скице и да украшавају не само фасаде, већ и унутрашњост дома, намештај, па чак и прибор за јело. Аматерска уметност се постепено трансформисала у декоративно сликарство, створивши многе професионалне сликаре међу којима су најпознатије Тетјана Пата, сестре Павленко, Надија Билокин и др. После Другог светског рата, ове сликарке су започеле производњу петрикивских слика за кијевску фабрику сувенира.
Из генерације у генерацију традиционални мотиви петрикивског сликарства постају све рафиниранијеи. Модерни орнамент заснива се на пажљивом проучавању стварних облика флоре и вештој интерпретацији јарких боја. Године 2013. петрикивско сликарство уврштено је на Унескову листу нематеријалног културног наслеђа човечанства.

## Карактеристике
Главна карактеристика ових слика су мотиви флиоре и фауне, нарочито цветних мотива, затим посебна техника потеза четкицом и традиционална бела позадина (савремени сликари често раде и на црној, зеленој, црвеној или сивој). У народном веровању ове слике штите људе од туге и зла. Цветни мотив се традиционално састоји од три велика цвета у средини, око којих су мањи цветови, пупољци, лишће и стабљике. Мотиви богати симболиком: петао означава ватру и духовно буђење, птице представљају светлост, хармонију и срећу и тд.

### Главни елементи
Најједноставнији и најчешћи елемент петрикивске слике је семенка. Елемент је тако назван јер подсећа на семенку јабуке или крушке, односно на капљицу. Уз помоћ само овог елемента може се нацртати разно цвеће, лишће, птице, пејзаж и друго. Семенке на једној слици могу бити разних величина, али када се од њих стварају симетрични мотиви важно је да буду исте и на једнакој удаљености једна од друге.
За формирање семенке користе се мекане четкице за акварел са танким врхом. Боја треба да буде довољно густа да потез испадне изражајан са добро дефинисаном контуром. Црта се тако што се танким врхом четкице додирне подлога, а затим се спусти и широки део. За дужа зрна четкица се лагано повлачи преко подлоге неколико милиметара и тек онда се спусти шири део. За веће семенке користе се веће четкице. Могу бити праве или закривљене – закривљено семе, зависно од облика који се жели добити њиховим комбиновањем. Цртањем семенки једне поред других добијају се различити сложени облици, од цветова, лишћа и гранчица до животиња, пејзажа па и људских фигура. Многи елементи петрикивске слике могу се сликати и без четкице – само прстом. За израду слике може се прво направити скица, али искусни уметници раде без оловке, директно бојом, имајте на уму целу слику.
Најпопуларнији код искусних мајстора је прелазни потез, када се цела четкица умочи у главну боју, а њен врх у другу боју или нијансу. Након потеза таквом четкицом добиа се леп прелаз из једне боје у другу.
Код израде ових слика користе се углавном примарне боје. Мешају се врло ретко, најчешће само да би се добила светлија или тамнија нијанса одабране боје.
Савремени уметници који користе ову технику за израду својих слика користе различите подлоге: папир, метал, стакло, керамику и дрво.

### Мотиви
- Флорални елементи су најчешћи мотиви на петрикивским сликама. Неки од мотива су цвеће, лишће, бобице, олистале гранчице, класови жита и други. Сликају се живим бојама.
- Птице заузимају важно место у мотивима петрикивских слика. Паунови, петлови, кукавице и друге птице су живих боја и по правилу заузимају централно место у композицији.
- Пејзажи су такође чести мотиви ових слика. Многи мајстори петрикивског сликарства врло су занимљиви и успешни у сликању пејзажа на којима приказују дрвеће, грмље, цвеће, куће, људе, небо, облаке на небу, животиње, птице итд.
- Људи су још један од мотива петрикивског сликарства. Фигуре људи углавном су постављене у статичкој динамици. Ликови су приказани у профилу или ан фас. Тако, на пример, на сликама Надије Билокине фигуре жена постављене су у профилу. Врло су мирне и монументалне, готово залеђене и подсећају на људске фигуре на египатским цртежима. Насупрот њиховој статичности, позадина коју чине различити елементи из природе одише унутрашњим покретом.

Композиција слика углавном прати исти принцип - валовита линија дуж које се налазе елементи слике. Кружне композиције се користе код осликавања украсних тањира, кутија и других предмета. Посебност ових слика је у томе што сењ мотиви комбинују тако да се избегавају праве линије. Главни елементи постављају се у средиште будуће слике, а остали се постављају около, чиме се композиција допуњује од средине према ивици у јединствену целину. Елементи се постављају  тако да прате закривљене облике већ насликаних као да теку око њих.
- Цветови као мотив на кутији за накит
- Флорална копозиција на вазни
- Кружна композиција на украсном тањиру
- Паун као централни мотив композиције

## Примена
Петрикивски мотиви могу се наћи широм Украјине, како на препознатљивим сувенирима, тако и на различитим употребним предметима, ускршњим јајима, све до фасада. Име „Петрикивка” је брендирано и постало је заштитни знак ове уметности, а мотиви су постали симбол Украјине, нашавши своје место и на поштанским маркама.

## Петрикивско сликарство данас
У ову народну уметничку традицију посебно су укључене жене свих узраста. У свакој породици бар једна жена слика, што петрикивско декоративно сликарство чини саставним делом свакодневног живота заједнице. Сликарска традиције и симболика орнаменталних елемената преносе се, обнављају и унапређују кроз генерације.
Некада је у селу Петрикивка постојала фабрика са више од деведесет радника у којој су радиле две радионице. У оквиру фабрике отворен је и музеј. Фабрика не ради деценијама, али је почетком 90-их у селу отворен уметнички центар „Петриковка” који сарађује са 40-ак сликара. У центру се налази и стална изложбена поставка, а организују се и сликарске радионице за децу и одрасле.
Локалне школе, на свим нивоима почевши од предшколског узраста, подучавају основе петриковског декоративног сликарства и сва деца имају прилику да га уче. Ова традиција декоративне и примењене уметности доприноси обнови историјског и духовног памћења и дефинише идентитет читаве заједнице.